# Matilde d'Escòcia
Matilde d'Escòcia, nascuda Edith (Dunfermline, Escòcia, c. 1080-Westminister, Anglaterra, 1 de maig de 1118), fou una reina consort d'Anglaterra. Era filla del rei Malcolm III i santa Margarida. Educada en un convent d'Anglaterra, es va casar amb el rei Enric I d'Anglaterra el 1100 i va rebre el nom de Matilda en la seva coronació. Era coneguda com a Matilda the Good Queen (Matilde, la Bona Reina) per les seves obres de caritat, incloent-hi l'edifici d'un hospital per als leprosos fora de Londres. Després de la seva mort l'any 1118, es va considerar santa, però mai va ser canonitzada.